# Trần Thị Nga
Trần Thị Nga (28 April 1977) is een mensenrechtenactiviste uit de provincie Hà Nam, Vietnam. Ze werd op 21 januari 2017 gearresteerd door de Vietnamese veiligheidspolitie. Nga is lid van de Vietnamese Vrouwen voor de Rechten van de Mens. Ze blogt ook onder het pseudoniem Thuy Nga en is bekend vanwege het vastleggen en het hosten van video's van politiegeweld.

## Persoonlijk leven
Nga is getrouwd met Phan Văn Phong en heeft twee zonen.

## Activisme
Na te zijn misbruikt en uitgebuit als arbeider in Taiwan bracht Nga drie jaar door in het ziekenhuis om te herstellen. Gedurende deze tijd leerde ze over de rechten van arbeiders. Naast het voeren van campagnes voor arbeid- en landrechten, sloot Nga zich aan bij de anti-China en pro-milieu protesten, woonde rechtszaken van bloggers en mensenrechtenactivisten bij, en bezocht de huizen van politieke gevangenen om solidariteit te tonen. Tegen Nga is veel geweld gebruikt vanwege haar activisme:
In mei 2013 werden Nga en haar jonge zonen om middernacht uit een motel getrapt, waarna ze op de stoep in de regen sliepen zoals opgedragen door de politie.
In mei 2014, brak Nga haar arm en been omdat een groep van vijf mannen haar overviel met ijzeren staven.
In februari 2016 kregen Nga en haar zoons garnalenpasta naar hen gegooid door mannen in burgerkleding. Ze raakte gewond aan haar oog en haar oudste zoon had een allergische reactie.

## Arrestatie en gevangenisstraf
Op 21 januari 2017 werden Trần Thi Nga en haar man gearresteerd in hun huis in Phủ Lý in de provincie Ha Nam. Voor haar arrestatie werd ze gecontroleerd en geslagen door de Vietnamese veiligheidspolitie, die begon met het aanbieden van excuses waarom ze haar lastigvielen. Ze werd later aangeklaagd op grond van Artikel 88 van het wetboek van strafrecht 'vanwege het gebruiken van het internet om propagandavideo's en geschriften tegen de regering van de Socialistische Republiek van Vietnam te verspreiden'.
In een eendaagse rechtszaak op 25 juli 2017 veroordeelde het gerechtshof in de provincie Hà Nam, Nga tot negen jaar gevangenis en vijf jaar huisarrest voor 'het voeren van propaganda tegen de Staat' op grond van Artikel 88 van het Vietnamese wetboek van strafrecht. Haar advocaat, Ha Huy Son, zei dat 'het hof onze client veroordeelde voor een al van tevoren bedacht vonnis' en verwierp de beschuldigingen als 'ongegrond'.
Nga's aanhangers, waaronder haar man en twee zonen, mochten het gerechtsgebouw niet betreden. Tientallen activisten zaten tegenover het gerechtsgebouw om te protesteren tegen de oneerlijke processen en riepen om haar vrijlating. Video's tonen hoe de demonstranten werden geconfronteerd door ongeüniformeerde politieagenten die hun borden van hen wegtrokken.

## Internationale reactie
Op 26 juli 2017 bracht Ted Osius, de ambassadeur van de Verenigde Staten in Vietnam, een statement uit waarin hij Vietnam opriep 'om Tran Thi Nga en alle andere politieke gevangenen vrij te laten, en om te zorgen dat alle individuen vrijelijk hun mening kunnen uiten en rustig samen kunnen komen, zonder angst voor vergelding'. In het statement verklaarde Osius dat hij 'diep bezorgd is dat een Vietnamees gerechtshof de vreedzame activist Tran Thi Nga heeft veroordeeld tot negen jaar in de gevangenis en vijf jaar proeftijd onder de vage aanklacht "propaganda tegen de Staat".
Op 27 juli 2017 verklaarde de Azië-coördinator van Human Rights Watch, Shayna Bauchner, dat ondanks dat de vonnissen van Nga en Ngọc Như Quỳnh (Moeder Paddestoel) 'dienen als vergelding voor hun onafhankelijkheid, leiderschap en solidariteit," het niet het effect heeft van een spreekverbod bestemd voor andere mensenrechtenverdedigers. Een februaripetitie ondertekend door 900 activisten vermeldt dat 'De arrestatie van Nga mensen met een geweten en moed niet zal intimideren. Bovendien zal dit de democratische en mensenrechtenbeweging sterker maken'.
Na de arrestatie van Nga publiceerde ARTIKEL 19 een verklaring op 1 augustus 2017, die opriep tot de onmiddellijke vrijlating van de Nga en er bij de Vietnamese overheid op aandrong om 'de veroordeling van Tran Thi Nga te vernietigen en haar onvoorwaardelijk te vrij te laten uit de gevangenis. Bovendien moet de overheid onmiddellijk stappen nemen tot de opheffing van alle wetten die de stem van de oppositie strafbaar maken en tegen de voortdurende onderdrukking van politieke dissidenten in alle vormen'.